# Lilavati

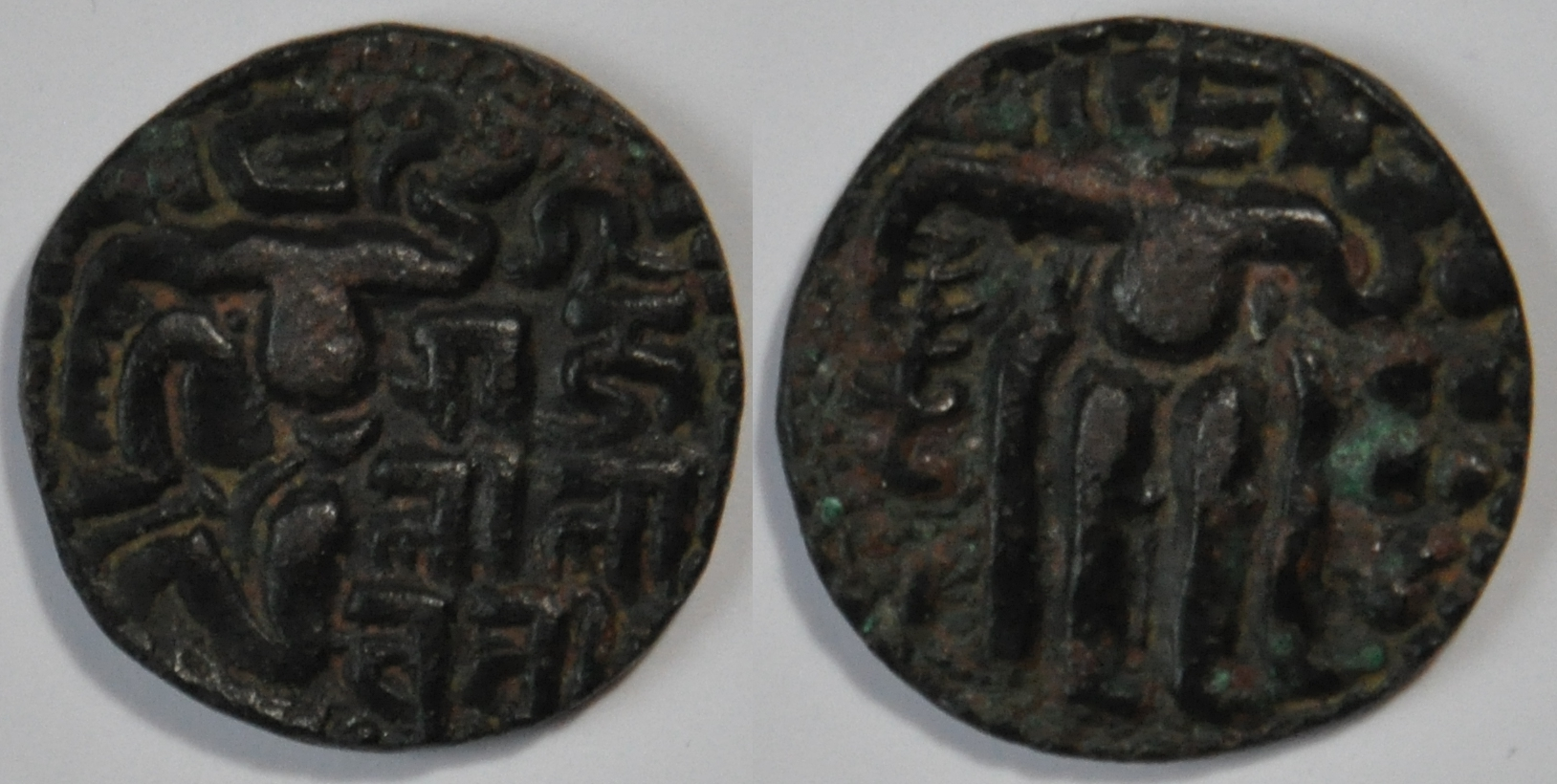
Lilavatis kopparmynt

Lilavati av Polonnaruwa var en regerande drottning i kungadömet Polonnaruwa på Sri Lanka tre gånger: första gången mellan 1197 och 1200, andra gången 1209–1210, och den tredje och sista gången 1211–1212.

## Tidigt liv
Lilavati av Polonnaruwa var dotter till Sirivallabha och Sugala Devi av Ruhuna, och hennes bror Manabharana var gift med två av hennes makes systrar. Lilavati gifte sig med kung Parakramabahu I av Polonnaruwa (r. 1153–1186).
Det är okänt vilken roll hon spelade under sin makes regeringstid, även om det är bekräftat att hon hade titeln drottning och därmed stod framför alla övriga av kungens fruar i rang, och enligt etiketten bör ha spelat en framträdande roll och, till exempel, bör ha åtföljt kungen under hans fälttåg. Det är däremot känt att hennes bror och make ofta befann sig i konflikt.

## Den första regeringstiden
Efter hennes makes död 1186 utbröt interregnum, kaos och fem regenter efter varandra av vilka fyra avsattes i kupper. När general Kitti avsatte kung Chodaganga år 1197, avstod han från att bestiga tronen själv, och lät i stället utropa änkedrottning Lilavati till monark. På grund av sin ställning som änkedrottning och härstamning ska hon ha åtnjutit respekt och större legitimitet än de övriga tronkandidaterna. Hennes första regeringstid som regerande drottning beskrivs som tre år utan misstag.
År 1200 avsattes hon av Okkaka-prinsen Sahassamalla, som efterträdde henne på tronen. När Sahassamalla avsattes av general Ayasmanta två år senare, följde denne Kittis exempel och avstod tronen åt Sahassamallas änka, drottning Kalyanavathi, även om han behöll den verkliga makten. Kalyanavathi efterträddes 1208 av barnkungen Dhammasoka, också under Ayasmantas överinseende.

## Den andra regeringstiden
År 1209 erövrades Polonnaruwa av Cholaarmén under Anikanga Mahadipada, som mördade Ayasmanta och Dhammasoka och själv besteg tronen. Anikanga mördades några dagar senare av general Vikkantacamunakka, som återuppsatte Lilavati och styrde genom henne under ett år. Denna gång fick hennes regering dåligt betyg. Året därpå avsattes generalen och Lilavati av en invasion från Sydindien under Lokissara, som enade hela Sri Lanka under sig.

## Den tredje regeringstiden
År 1211 avsattes Lokissara av general Parakrama, som för tredje gången placerade Lilavati på tronen. Hennes sista regering fick återigen goda vitsord. Sju månader senare avsattes Lilavati för sista gången, av Parakrama av Pandya, som då efterträdde henne som kung. Lilavati nämns för sista gången åter därpå. Hon antas inte ha dödats av Parakrama, men däremot anses det troligt att hon mördades av den illa beryktade Magha, som 1215 erövrade tronen.